# 方召麐

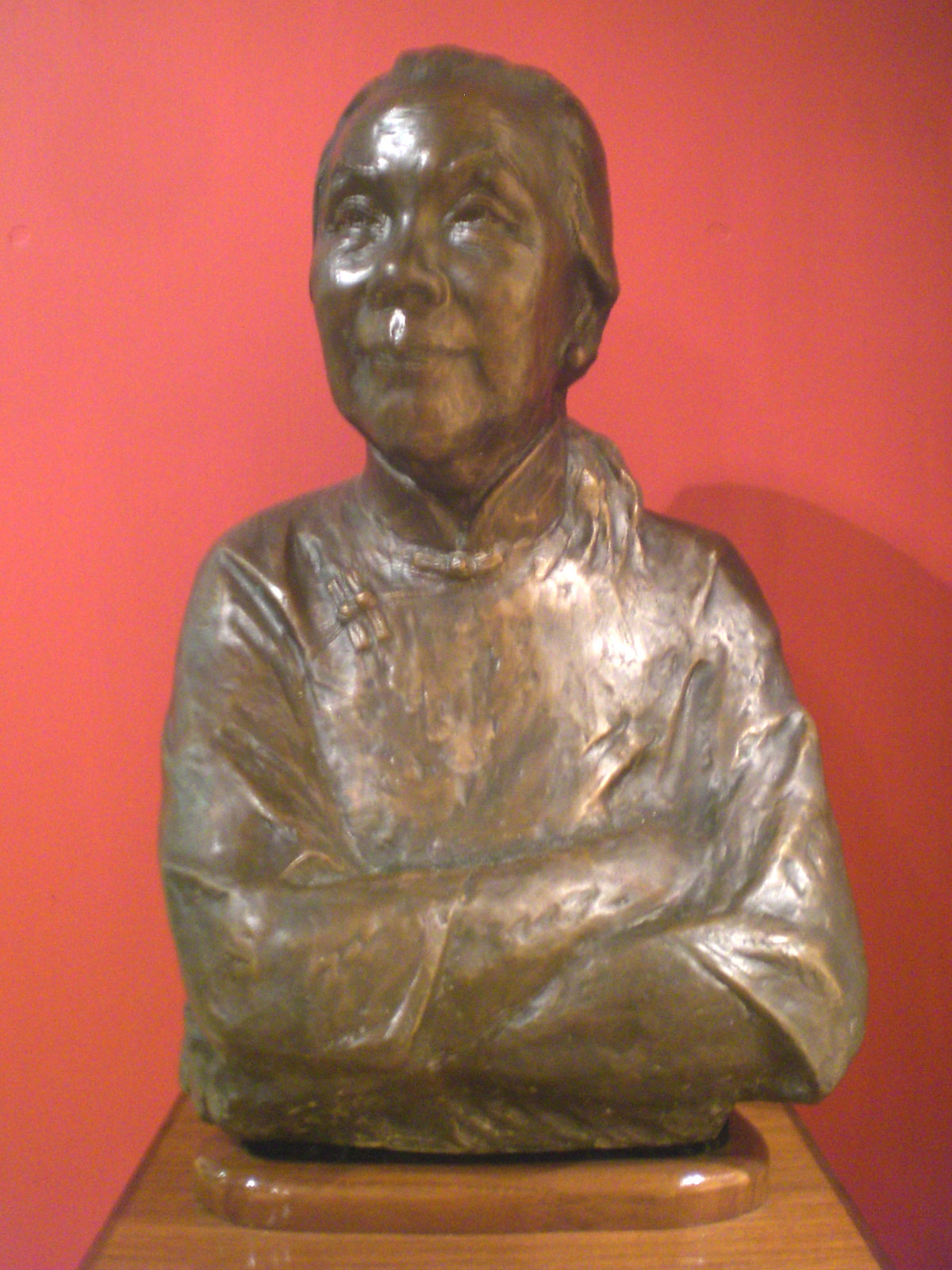
方召麐塑像，位於香港大學美術博物館

方召麐，BBS（1914年1月17日—2006年2月20日），中国画家。生於江蘇省無錫市。

## 生平
父親方壽頤為江蘇紡絲廠的實業家，母為王淑英；13歲起跟隨老師陶伯芳努力學習中英文並學國畫，1933年隨錢松喦、陳舊村學習山水畫，同年其作品入選白浪畫會之「無錫各團體書畫聯展」，1937年到英國曼徹斯特大學攻讀歐洲近代史。
方在香港經營出入口公司同時跟隨國畫大師趙少昂習書畫，1951年與國畫大師趙少昂到日本舉辦畫展，於東京出版《方召麐近作集》。1953年她拜國畫大師張大千為師，1954年入讀香港大學，隨國學大師饒宗頤、劉百閔等研讀中國哲學及文學，1955年在港大舉辦辦個人畫展，1956年到英國牛津大學修讀文學博士學位。1970年在張大千美國之「可以居」隨侍聆教一年，創繪山水作品。
她的作品包括山水、花鳥、人物、書法等，國畫成就備受各界肯定。她的作品保留老師的風格，作品色彩濃烈，用筆豪放；「書則剛毅沉厚，畫則古樸渾拙，且多年鍥而不捨，力求創新，三年一小變，十年一大變」（劉唯邁評），晚年作品多反映世局現況，如《船民圖》、《祈求世界和平頌》、《平穩過渡長卷》。
方於1992年獲香港藝術家聯盟頒發「1991年畫家年獎」，1996年獲香港大學頒授榮譽文學博士學位；2000年獲東京富士美術館最高榮譽獎，2003年獲香港特區政府頒授銅紫荊星章，方先後捐出3幅作品給恆生銀行，2000年2月獲東京富士美術館頒贈最高榮譽獎，2005年6月把其42幅1953至1990年間之作品贈予美國三藩市亞洲藝術館。
方由1999年起由於體力退化未能如往常般每天練習7-8小時書畫，2001年出席中央圖書館舉辦《書畫緣─方召麐的藝術》個人書畫展時需坐輪椅並由子女代答問題。
方召麐於2006年2月20日上午入院，下午5時半因心臟衰竭在其子方津生為院長的聖保祿醫院病逝，享年92歲。其後在香港殯儀館設靈，並於跑馬地天主教墳場與其夫方心誥合葬。

## 方氏一門八傑
方於留學英國期間結識抗日名將方振武之子方心誥並於1938年結婚，共誕下八子女，抗戰時曾逃難到桂林、天津、上海；1948年方氏舉家於戰後移居香港，方心誥雖於1950年病逝，但子女皆名成利就，有稱「方氏一門八傑」。
- 方曼生　　香港著名律師
- 陳方安生　香港殖民地時期首任華人布政司、署理港督、香港特別行政區政府前政務司司長 、曾任立法會議員
- 陸方寧生　旅遊公司總裁、滬港文化交流協會名譽會長
- 方順生　　聯合國即時傳譯部部長(已故)
- 方桂生　　匯豐銀行經理
- 方林生　　旅遊公司經理
- 方慶生　　香港著名醫生
- 方津生　　骨科醫生兼香港中國醫學專科學院主席

## 流行文化
諾貝爾的名單，由香港流行音樂歌手許志安主唱，梁基爵作曲，林若寧填詞，並收錄於他的唱片《In the name of》中。歌詞以借代的寫作手法，隱喻一些永遠無緣獲提名「諾貝爾獎」的小人物，最後說到「有位女士夫婿很早死，靠做個女畫家養大了八位子女，亦有生命意思」，講述的就是方召麐的故事。